# Chaimas Mejeris Fainšteinas
Chaimas Mejeris Fainšteinas (ur. 2 maja 1911 w Kownie, zm. 1944 w getcie kowieńskim) – litewski malarz i grafik. 
Studiował w Szkole Sztuk Pięknych w Kownie, którą ukończył w 1932 roku. Był autorem portretów znanych litewskich działaczy politycznych i kulturalnych, m.in. Vincasa Krėvė-Mickevičiusa, Michała Römera i V. Biržiški. 

## Wybrane dzieła
- Žydas sinagogoje (1933)
- 12 iš universiteto. 12 Kauno universiteto profesorių ir dėstytojų portretų. (B. Sruoga) (1935–1937)
- Vilniaus senamiestis (1938)